# 千千松幸子
千千松幸子（日语：／ Chijimatsu Sachiko，1937年11月30日—），日本女性配音員、旁白。出身於福岡縣門司市（現北九州市門司區）。81 Produce所屬。身高153cm。O型血。

## 經歷
千千松幸子畢業於共立女子中學、高等學校。
她從小就熱愛表演，並在加入兒童劇團後被迷住了。
年輕時，她想成為一名播音員，但她放棄了，因為她被告知「這是不可能的，因為妳的聲音有強烈的個性」。
約1960年，她在東京廣播學院就讀時，出現在電視廣告上並開始在廣播上工作。
經東映製作人介紹下，她開始了配音生涯。以電視動畫《魔法使莎莉》的卡保一角首次亮相。於《魔術師莎莉》飾演卡保期間，她說自己在銀幕上管不住嘴，給大家帶來了很多麻煩，覺得自己也許應該退出。
她曾是東京Artist Pro和青二Production的創始成員之一，但與富山敬、富田耕生、緒方賢一等人共同創立Production BAOBAB。在Production BAOBAB、ARTSVISION工作後，她在2013年10月21日加入81 Produce。
她在《哆啦A夢 (朝日電視台大山羨代版)》裡飾演野比玉子一角長達26年。2005年3月，她因節目重組和配音陣容煥然一新而卸任，角色由三石琴乃接任。就在卸任之前，她出現在《笑一笑又何妨！》的單元「你似乎知道但不知道的世界」上。
她在《根性青蛙》裡飾演平吉這個角色時，此前在外國電影為很多顯得淑女或優雅的女性配音，所以一開始她哭著說「我不能說這麼暴力的台詞」。她使用同一作品的角色平吉在廣告（大鵬藥品相關）裡出現的機會也很多。
家庭成員：丈夫和兩個孩子。她的第一個孩子是在本身出演《虎面人》期間出生，懷孕期間，她的同事們取笑她，問她「妳的寶寶會說話嗎？」，生完孩子後，她的聲音變了，很難恢復到以前的樣子。而第二個孩子（大女兒）於1979年出生，因為《哆啦A夢》動畫是在孩子出生後就開始播出，所以她對母親這個角色很有感觸。
1978年加入秋英短歌會，1994年起加入棧橋，2002年出版詩集《宇宙霧》。在她離開《哆啦A夢》之前播出的一集（「哆啦A夢休假?!」，2005年3月18日）裡，有一個場景是野比玉子正在讀這本詩集。
2016年，獲頒第10屆聲優Awards功勞獎。

## 人物
音域：「輕快的女低音」～可愛輕快的次女高音。
她曾演過女性角色和人類以外的動物角色，但他她演的少年角色相對更突出。
興趣、特長：俳句、短歌、讀書、詩吟、旅行。
她說，若沒有成為配音員，她就會做與她父親工作相關的研究。

## 演出
粗體字表示主要角色。

### 電視動畫
1966年
- 魔法使莎莉 (1966年版)（卡保）

1968年
- 鬼太郎 (第1作)（1968年—1969年）

1969年
- 排球甜心（福田、豬俁（初代））
- 雀斑普吉（日语：そばかすプッチー）（普吉）
- 虎面人（1969年—1971年，恰比[25]、朝子[25]、千鶴[25]、高岡洋子[25]）
- 噴嚏大魔王（小甘朋友的兄弟、劍道社社員）
- 甜蜜小天使 (1969年版)（1969年—1970年，少將、矮子太）
- 夠了！阿太郎 (1969年版)（日语：もーれつア太郎）

1970年
- 巨人之星
- 魔法人魚真子（林晴子）

1971年
- 阿帕契棒球軍（日语：アパッチ野球軍）
- 萬能旋風兒（日语：国松さまのお通りだい）
- 鬼太郎 (第2作)（1971年—1972年）
- 猿飛小悅子（1971年—1972年，廣岡三枝子[26]）
- 魯邦三世 (TV第1系列)

1972年
- 赤胴鈴之助
- 海王子（莫亞）
- 科學小飛俠（游泳隊的壁虎）
- 橡樹摩克（日语：樫の木モック）（男孩子、小孩、小兔子、少女、兔子、特雷蘇、女孩子）
- 原始少年隆（日语：原始少年リュウ）
- 鍾愛正義的俠士 月光假面[27]
- 根性青蛙（1972年—1974年，平吉[28]）
- 魔法使恰比（真[29]）
- 嚕嚕米 (1972年版)（梅索梅索）

1973年
- 咚隆隆炎魔君
- 巴比倫2世 (1973年版)
- 玲瓏三勇士S（河內志津子[30]）
- 笑咪咪（日语：ミラクル少女リミットちゃん）（顧、湯本綠、智惠子[31]）
- （咪咪[32]、的母親）

1974年
- 宇宙戰艦大和號（島大介的母親）
- 卡利麥羅 (1972年版)（德帕）
- 甜心戰士（ツイン）
- 金剛大魔神（白鳥春菜）
- 蓋特機器人（早乙女和子[33]、星野沙織[33]）
- 山林小獵人 (1974年版)（1974年—1975年）
- 魔女小惠（1974年—1975年，神崎阿波[34]）
- 無敵鐵金剛魔神Z（青空仁美）

1975年
- 蓋特機器人G（少女[33]、莉莎[33]）
- 鋼鐵吉克（千惠）
- 時間飛船（王子）
- 蜜蜂瑪雅歷險記（日语：みつばちマーヤの冒険）（蜜蜂&蝴蝶&蝸牛的母親、蜜蜂的小孩、重臣）
- 淘氣原始人克姆克姆（日语：わんぱく大昔クムクム）（托魯托魯）

1976年
- 小甜甜（吉米）
- 太空五小義 哥頓（河口典助）
- 超電磁機器人 孔巴德拉V（北小介[35]、米亞、一木百江）
- 尋母三千里（茱麗葉·白賓諾、伯納多、尼諾、海美）
- 保羅歷險記（キースケ、凹珍、吉恩、東奇、安迪）
- UFO戰士阿波羅（松男[36]）
- 小小露露與小小的夥伴（日语：リトル・ルルとちっちゃい仲間）（厄文）
- 機器人之子比頓（日语：ろぼっ子ビートン）（母親〈第2代〉）
- 陰陽電磁俠（北見綾）

1977年
- 浣熊拉斯卡爾
- 一休和尚
- 棒球少年貫太（日语：一発貫太くん）（少年A、留美的母親、秀夫）
- 新·巨人之星（1977年—1978年）
- 小雙俠 (1977年版)（妮可、日和若丸）

1978年
- 咪咪流浪記
- 宇宙海賊哈洛克船長（卡桑德拉）
- 女王陛下的小天使小偵探（日语：女王陛下のプティアンジェ）（理查、欽、湯米）
- 星星王子 小王子（日语：星の王子さま プチ・プランス）（艾琳、赫克托）
- 魔女子Tickle（波吉、小太郎）
- 野球狂之詩（日语：野球狂の詩）（女職員）

1979年
- 動畫紀行 馬可·波羅的冒險（日语：アニメーション紀行 マルコ・ポーロの冒険）（提姆）
- 人造人009 (1979年版)（001／伊凡·維斯基[37]）
- 哆啦A夢 (大山羨代版)（1979年—2005年，野比大雄的媽媽〈野比玉子〉[38] 等）
- 凡爾賽玫瑰（1979年—1980年，女店主）

1980年
- 怪物小王子 (1980年版)（雪小僧 等）
- 原子小金剛 (1980年版)（直人）
- 哆啦A夢Q超人（日语：ドラQパーマン）（野比大雄的媽媽〈野比玉子〉）
- 大白鯨（白鳥麗[39]）
- 森林裡的快樂小精靈們 貝爾菲與利比特（日语：森の陽気な小人たちベルフィーとリルビット）（拿破崙[40]）

1981年
- 新·根性青蛙（1981年—1982年，平吉[41]）
- 忍者哈特利

1982年
- 電子神童（田中高志）
- 高爾夫頑童猿丸（猿谷小丸[42]）

1983年
- 銀河漂流拜法姆（1983年—1984年，吉米·艾里爾[43]）

1984年
- 機甲界加里安（喬喬〈嬰兒〉）
- 阿福（日语：フクちゃん）（廣志）

1989年
- 麵包超人（1989年—1994年，每每媽媽〈初代〉、紅生薑媽媽、珍珠女王）

1990年
- 麵包超人：拯救南海！（日语：みなみの海をすくえ!）（迷路的每每）

1991年
- 大耳鼠（華凱娜）
- 我與我 兩個綠蒂（萊特納夫人）

1998年
- 銀河漂流拜法姆13（吉米·艾里爾）

2009年
- Keroro軍曹（Keroro的母親）

2010年
- K-ON!! 輕音部（一文字富）

2011年
- 碎之星（祖奶奶）

2012年
- 天才黃金腦 ～神之謎 第2系列（種）

2013年
- Free！（2013年—2014年，奶奶）2系列

### 電影動畫
1967年
- 劇場版 魔法使莎莉（1966年—1968年，卡保）

1970年
- 孤兒雷米與名犬卡比（日语：ちびっ子レミと名犬カピ）（多爾切）

1971年
- 動物金銀島（日语：どうぶつ宝島）（帕布）

1972年
- 猿飛悅子
- 長靴貓西部劍客（老鼠小孩[44]）
- 魔犬萊納0011變身吧！（日语：魔犬ライナー0011変身せよ!）（惡魔A）
- 劇場版 魔法使恰比（真）

1974年
- 蒸氣機車也衛門 D51的大冒險（日语：きかんしゃやえもん D51の大冒険）（馬赫[45]）

1976年
- 長靴貓環遊世界八十天（愛斯基摩小孩[46]）

1978年
- 小甜甜：春的呼喚（吉米）

1980年
- 哆啦A夢：大雄的恐龍（野比大雄的媽媽）

1981年
- 哆啦A夢：大雄的宇宙開拓史（野比大雄的媽媽）
- 哆啦A夢：我是桃太郎的什麼呢？（野比大雄的媽媽）

1982年
- 新・根性青蛙：根性夢枕（平吉[47]）
- 哆啦A夢：大雄的大魔境（野比大雄的媽媽）

1983年
- 哆啦A夢：大雄的海底鬼岩城（野比大雄的媽媽）

1984年
- 哆啦A夢：大雄的魔界大冒險（野比大雄的媽媽）

1985年
- 哆啦A夢：大雄的宇宙小戰爭（野比大雄的媽媽）

1986年
- 哆啦A夢：大雄與鐵人兵團（野比大雄的媽媽）

1987年
- 哆啦A夢：大雄與龍騎士（野比大雄的媽媽[48]）

1988年
- 哆啦A夢：大雄的西遊記（野比大雄的媽媽）

1989年
- 哆啦A夢：大雄的日本誕生（野比大雄的媽媽）

1990年
- 哆啦A夢：大雄與惑星之謎（野比大雄的媽媽）

1991年
- 哆啦A夢：大雄的天方夜譚（野比大雄的媽媽）
- 哆啦美：阿拉拉♥少年山賊團！（野比雄平的母親）

1992年
- 哆啦A夢：大雄與雲之王國（野比大雄的媽媽）

1993年
- 哆啦A夢：大雄與白金迷宮（野比大雄的媽媽）

1994年
- 哆啦A夢：大雄與夢幻三劍士（野比大雄的媽媽）

1995年
- 哆啦A夢：大雄的創世日記（野比大雄的媽媽）

1996年
- 哆啦A夢：大雄與銀河超特快列車（野比大雄的媽媽）

1997年
- 哆啦A夢：大雄的發條都市冒險記（野比大雄的媽媽）

1998年
- 哆啦A夢回來了（野比大雄的媽媽）
- 哆啦A夢：大雄的南海大冒險（野比大雄的媽媽）

1999年
- 哆啦A夢：大雄的宇宙漂流記（野比大雄的媽媽）

2000年
- 大雄的懷念奶奶（野比大雄的媽媽）
- 哆啦A夢：大雄的太陽王傳說（野比大雄的媽媽）

2001年
- 加油！胖虎!!（野比大雄的媽媽）
- 哆啦A夢：大雄與翼之勇者（野比大雄的媽媽[49]）

2002年
- 哆啦A夢：大雄與機器人王國（野比大雄的媽媽[50]）
- 我出生的那一天（野比大雄的媽媽）

2003年
- 哆啦A夢：大雄與風之使者（野比大雄的媽媽[51]）

2004年
- 哆啦A夢：大雄的貓狗時空傳（野比大雄的媽媽）

2005年
- 劇場版 光之美少女 Max Heart 2：雪空的朋友（日向）

2009年
- Keroro軍曹出發！全員集合!!（Keroro的母親）

### OVA
- 哆啦A夢 在房間裡釣魚（日语：ドラえもん 勉強べやのつりぼり）（1978年，野比大雄的媽媽）
- 銀河漂流拜法姆 來自卡特里亞的信（1984年，吉米·艾里爾[52]）
- 銀河漂流拜法姆 13人齊聚一堂（1984年，吉米·艾里爾[52]）
- 銀河漂流拜法姆 失蹤的12人（1985年，吉米·艾里爾[52]）
- 銀河漂流拜法姆 “凱特的記憶”淚水奪回作戰!!（1985年，吉米·艾里爾[52]）
- 哆啦A夢 大雄與未來日記（日语：ドラえもん のび太と未来ノート）（1994年，野比大雄的媽媽）

### 遊戲
1997年
- 超級機器人大戰F（北小介、米亞）

1998年
- 超級機器人大戰F完結篇（北小介）

1999年
- 超級機器人大戰完全版（北小介）
- 小魔女大作戰（日语：魔女っ子大作戦）（卡保）

2000年
- 超級機器人大戰α（北小介、米亞）
- 哆啦A夢3：魔界迷宮（日语：ドラえもん3 魔界のダンジョン）（野比大雄的媽媽、菲諾爾）

2001年
- 兒童劇場 哆啦A夢 秘密的四次元口袋（日语：キッズステーション ドラえもん ひみつのよじげんポケット）（野比大雄的媽媽）
- 超級機器人大戰α外傳（北小介）
- 超級機器人大戰α for Dreamcast（北小介、米亞）
- 我、哆啦A夢（日语：ぼくドラえもん (ドリームキャスト)）（野比大雄的媽媽）

2002年
- 超級機器人大戰IMPACT（日语：スーパーロボット大戦IMPACT）（北小介、米亞）

2003年
- 第2次超級機器人大戰α（北小介）

2005年
- 第3次超級機器人大戰α 終焉之銀河（北小介）

2008年
- 超級機器人大戰A 攜帶版（北小介、莉莎）

2019年
- 超級機器人大戰DD（2019年—2021年，北小介、米亞）

2021年
- 超級機器人大戰30（北小介）

### 廣播劇CD
- 銀河漂流拜法姆 廣播劇篇 雅努斯愛的航海日誌…我已經感覺是主角了（吉米·埃里爾）

### 外語配音

#### 電影
- 好小子（德夫岡）
- 托比（英语：Tobi (film)） ※富士電視台版。

#### 電視影集
- 神仙家庭（英语：Bewitched）（羅賓、查理）

### 電視節目
- 彗星公主（貝坦的聲音[53]）
- 笑一笑又何妨！ 配音員特集單元必出現，總共4次
  - 初登場 札克利生間秀（1993年）
  - 第2回 你似乎知道但不知道的世界（2004年）
  - 第3回 生態研究 這裡是BANG！BANG！（2008年）
  - 第4回 人類觀察創新會議 微妙排序！（2010年）
- 超級J頻道（旁白）
- NHK特集 兩人的贖罪 ～超越日美仇恨～（德沙哲（英语：Jacob DeShazer）的女兒卡羅爾、邀請田的牧師費斯·羅爾）

### 特攝影集
- SF劇場 猴子軍團（日语：SFドラマ 猿の軍団）（烏拉的聲音）
- 加油啊!! 小露寶（露寶加利的聲音）

### 其它
- （TAKATOKU TOYS（日语：タカトクトイス） LSI遊戲廣告）
- 相模原市民吹奏樂團CD「VOICE」彼得與狼（旁白）
- 東京REMIX族（日语：東京REMIX族）（J-WAVE、單元旁白）
- 朝日Sonorama（日语：朝日ソノラマ） 錄音紙唱片 假面騎士「恐怖的蜘蛛男」（綠川瑠璃子）
- 非破壞檢查（日语：非破壊検査 (企業)）（廣告旁白）
- 廣播劇 人造人009誕生篇（001／伊凡·維斯基）
- 東映漫畫節 預告片旁白（1970年代）
- 爆笑問題的星期日（日语：爆笑問題の日曜サンデー）（TBS電台，2018年）

## 腳註

## 外部連結
- 千千松幸子 （日語）—81 Produce公式官網
- 千千松幸子｜ARTSVISION，存于 （日語）